# Wilckens (Familienname)
Wilken ist ein deutscher Familienname.

## Varianten
- Wilcken, Wilken

## Namensträger
- Arnold Wilckens (1691–1730), deutscher Jurist und Politiker
- August Wilckens (1870–1939), deutscher Maler und Restaurator
- Carl Wilckens (Kartograf) (Karl Wilckens; um 1763–nach 1805), kurhannoverscher Ingenieur und Premier-Lieutenant sowie Kartograf
- Karl Wilckens (Carl Wilckens; 1851–1914), deutscher Kommunalpolitiker, Oberbürgermeister der Stadt Heidelberg
- Carl Wilckens (Schriftsteller) (geboren um 1991), deutscher Fantasie-Romanautor
- Friedrich Wilckens (Beamter) (1814–1879), deutscher Beamter und Politiker
- Friedrich Wilckens (Komponist) (1899–1986), österreichischer Komponist und Pianist
- Friedrich Wilckens (Geowissenschaftler), deutscher Geowissenschaftler
- Fritz Wilckens (1861–1913), deutscher Herrschaftsbesitzer und Politiker, MdR
- Hans-Adolf Wilckens (1902–1988), deutscher Oberlandforstmeister
- Hans Jürgen von Wilckens (1889–1974), deutscher Herrschaftsbesitzer und Schriftsteller
- Heinrich Wilckens (1892–1956), deutscher Politiker (SPD)
- Johann Wilckens (Politiker) (1906–1957), deutscher Politiker (SRP), MdBB
- Johann Peter Wilckens (1776–1857), deutscher Verwaltungsjurist
- Karl Wilckens (1851–1914), deutscher Politiker, Oberbürgermeister von Heidelberg
- Kurt Gustav Wilckens (1886–1923), deutscher Gewerkschafter und Anarchist
- Leonie von Wilckens (1921–1997), deutsche Kunsthistorikerin und Kuratorin
- Marie Luise Wilckens (1908–2001), deutsche Bildhauerin
- Martin Wilckens (1834–1897), deutscher Zoologe und Agronom
- Martin Heinrich Wilckens (1834–1882), deutscher Jurist und Politiker
- Matthäus Arnold Wilckens (um 1705–1759), deutscher Jurist und Privatgelehrter
- Nicolaus Wilckens (Ratsherr) (1649–1725), deutscher Politiker, Ratsherr in Hamburg
- Nicolaus Wilckens (Archivar) (1676–1724), deutscher Jurist und Archivar
- Otto Wilckens (1876–1943), deutscher Geologe und Paläontologe
- Peter Wilckens (1735–1809), deutscher Kaufmann und Sammler
- Rudolf Wilckens (1884–1936), deutscher Geologe und Paläontologe
- Ulrich Wilckens (1928–2021), deutscher Theologe